# Acontia basifera
Acontia basifera là một loài bướm đêm trong họ Noctuidae.